# Snow Day
Snow Day (Brasil: Dia de Folga/Quebrando o Gelo/Um Dia de Neve / Portugal: Dia de Folga) é um filme de comédia estadunidense de 2000 da Paramount Pictures e Nickelodeon Movies. Foi lançado em 11 de fevereiro de 2000 e foi recebido com críticas geralmente negativas de críticos de cinema, mas foi um sucesso modesto de bilheteria. Foi lançado em home vídeo em 3 de outubro de 2000.

## Sinopse
O filme centra-se em um grupo de alunos do ensino fundamental em Syracuse, Nova Iorque, liderado por Natalie Brandston (Zena Grey), tentam manter sua escola longe de um cruel removedor de neve (Chris Elliott) de arar as ruas. Enquanto isso, seu irmão mais velho, Hal (Mark Webber), tenta conquistar o coração da namorada do colégio, Claire Bonner (Emmanuelle Chriqui), com a ajuda de sua melhor amiga, Lane Leonard (Schuyler Fisk), que secretamente abriga sentimentos por ele. Além disso, seu pai, Tom (Chevy Chase), é um meteorologista da TV que deve enfrentar um rival, Chad Symmonz (John Schneider), a fim de ter o direito de continuar a sua carreira. Laura (Jean Smart), uma mãe trabalhadora compulsiva, está presa em casa com Randy, seu filho travesso.
Eventualmente, Natalie e seus amigos, Wayne (Josh Peck) e Chet (Jade Yorker), assumir o arado e vão as ruas (mover toda a neve de volta no caminho). Depois de intermináveis manifestações de amor (e de ser resgatado por Natalie), Hal descobre que, na verdade, ama Lane. Tom desmascara Chad ao vivo na TV, mostrando aos espectadores que ele é falso, ganhar seu status de volta. E Laura leva o dia de folga do trabalho para cuidar de Randy.

## Elenco
- Zena Grey – Natalie Brandston
- Chris Elliott – Roger Stubblefield
- Mark Webber – Hal Brandston
- Jean Smart – Laura Brandston
- Schuyler Fisk – Lane Leonard
- Chevy Chase – Tom Brandston
- Iggy Pop – Mr. Zellweger
- Pam Grier – Tina
- John Schneider – Chad Symmonz
- Emmanuelle Chriqui – Claire Bonner
- Josh Peck – Wayne Alworth
- Jade Yorker – Chet Felker
- Damian Young – Principal Ken Weaver
- Connor Matheus – Randy Brandston
- J. Adam Brown – Bill Korn
- David Paetkau – Chuck Wheeler
- Kea Wong – Paula
- Carly Pope – Fawn
- Tim Paleniuk – Mailman
- Rozonda Thomas – Mona
- Katharine Isabelle – Marla

Este é o primeiro de dois filmes para estrelar tanto Josh Peck e Zena Grey, sendo o outro Max Keeble's Big Move, lançado no ano seguinte.

## Produção
Foi filmado em Cedarburg, Wisconsin, bem como Edmonton e Calgary, Alberta. Ele foi originalmente planejado para ser um filme baseado na série de televisão The Adventures of Pete & Pete, mas essa ideia foi abortada e o filme foi reescrito como uma história independente.

## Bilheteria
O filme abriu na posição #3  na bilheteria norte-americana fazendo $14.3 milhões USD em sua semana de estreia atrás de The Beach e Scream 3, que estava em sua segunda semana no topo. Foi um sucesso de bilheteria modesto, ganhando $60,020,107 em sua exibição nos EUA e já arrecadou $62,464,731 em todo o mundo.

## Recepção
Ele recebeu críticas negativas na maior parte dos críticos. Rotten Tomatoes deu ao filme uma classificação de "podre" de 28% com base em 65 comentários, com uma pontuação média de 4.2/10. Consenso crítico do site lê, "Conjunto fraco de personagens e histórias fez este filme esquecível e bobo". Metacritic deu ao filme uma pontuação de 34% com base em 22 comentários, indicando "Geralmente comentários desfavoráveis".

## Prêmios e nomeações
| Ano  | Prêmio                           | Categoria                                            | Venceu/Nomeado                         | Resultado |
| ---- | -------------------------------- | ---------------------------------------------------- | -------------------------------------- | --------- |
| 2000 | YoungStar Awards                 | Melhor Jovem Ator/Performance em um Filme de Comédia | Mark Webber                            | Indicado  |
| 2001 | Young Artist Awards              | Melhor Longa-Metragem Família - Comédia              |                                        | Indicado  |
| 2001 | Young Artist Awards              | Melhor Performance em um Longa-Metragem - Jovem Ator | Connor Matheus                         | Indicado  |
| 2001 | Blockbuster Entertainment Awards | Canção favorita de um filme (Apenas Internet)        | Another Dumb Blonde realizado por Hoku | Indicado  |

## Música
A canção de sucesso de Hoku, "Another Dumb Blonde", foi destaque no filme.